# Сенбуз
Сенбуз (фр. Seingbouse) — коммуна на северо-востоке Франции, регион Гранд-Эст (бывший Эльзас — Шампань — Арденны — Лотарингия), департамент Мозель. Относится к кантону Фремен-Мерлебак. 

## Географическое положение

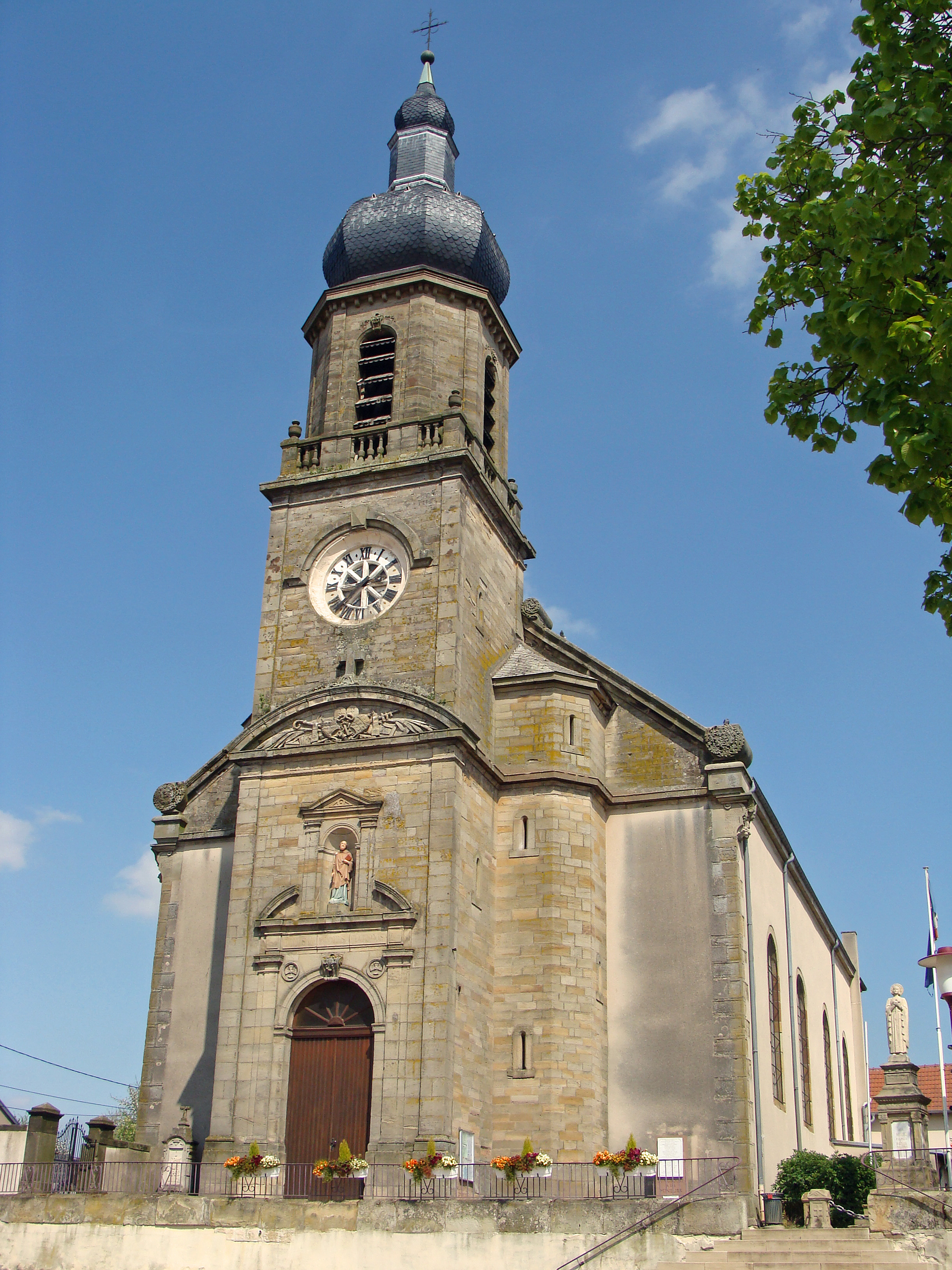
Сенбуз, церковь Сен-Жак-ле-Мажор.

Сенбуз расположен в 330 км к востоку от Парижа, в 50 км к востоку от Меца и в 9 км к северо-востоку от Сент-Авольда. 

## История
- Входил в историческую провинцию Лотарингия.

## Демография
По переписи 2011 года в коммуне проживало 1919 человек. 

## Достопримечательности
- Руины древнеримской виллы в лесном массиве Гроссвальд.
- Церковь Сен-Жак-ле-Мажор (начало XVIII века), хоры прежней церкви 1717 года.